# آستایش
آستایش، روستایی در دهستان بلهرات بخش بلهرات شهرستان میان‌جلگه در استان خراسان رضوی ایران است.

## جمعیت
بر پایه سرشماری عمومی نفوس و مسکن در سال ۱۳۹۵، جمعیت این روستا برابر با ۶۸۶ نفر (۲۰۸ خانوار) بوده است.